# Scelolophia inornata
Scelolophia inornata är en fjärilsart som beskrevs av W. Warren 1904. Scelolophia inornata ingår i släktet Scelolophia och familjen mätare. Inga underarter finns listade.